# John Sullivan Dwight

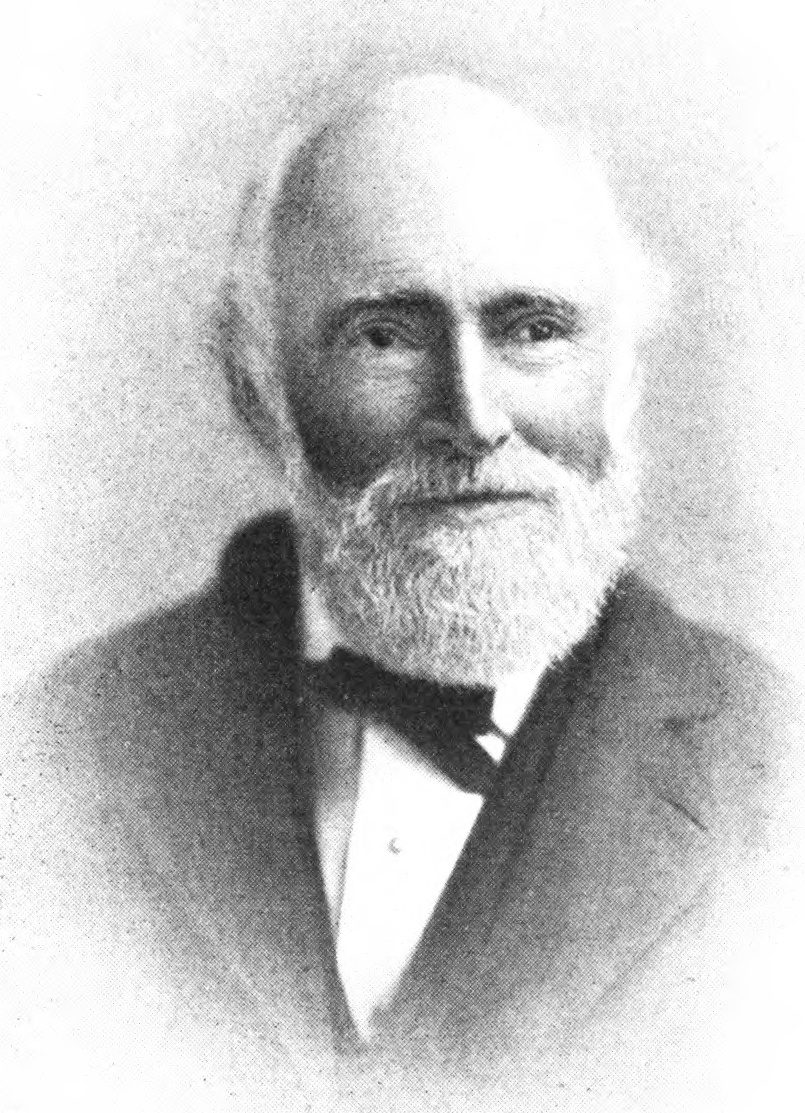
John Sullivan Dwight

John Sullivan Dwight (* 13. Mai 1813 in Boston, Massachusetts; † 5. September 1893 ebenda) war ein US-amerikanischer Musikkritiker, unitarischer Geistlicher und Transzendentalist. Nachdem er anfänglich als Prediger gearbeitet hatte, wandte sich der reformorientierte Dwight von der Kirche ab und wurde Mitglied der sozialutopischen Brook Farm. Bekanntheit erlangte er durch sein Dwight’s Journal of Music, eine der einflussreichsten Musikzeitschriften in den Vereinigten Staaten des 19. Jahrhunderts. Neben dem Journal schrieb Dwight für andere Zeitungen und Bücher über musikalische Themen.

## Kindheit und Jugend
John Sullivan Dwight wurde 1813 als erstes Kind von John (1773–1852) und Mary Dwight († 1876) in Boston geboren. Sein Vater entstammte der alteingesessenen Familie der Dwights und hatte Theologie studiert, wandte sich danach jedoch vom Calvinismus ab und arbeitete nach einem weiteren Studium als Arzt in Boston. 1812 heiratete er Mary Corey, eine literarisch interessierte Frau, mit der er zwei Töchter und zwei Söhne hatte.
Als Kind besuchte John Sullivan Dwight die Grundschule und später die Boston Latin School. Für Musik begann er sich im Alter von fünfzehn Jahren zu interessieren und lernte Klavier sowie Flöte spielen. 1829 begann John Sullivan Dwight sein Studium am Harvard College, wo er Mitglied der Pierian Sodality (heute Harvard Radcliffe Orchestra) war. Nach Ende des Studiums im Juli 1832 arbeitete Dwight drei Monate als Lehrer in Northborough und führte an der Schule Musik als Unterrichtsfach ein. Ein zweites Studium begann er im September 1832 an der Harvard Divinity School, unterbrach es jedoch zwischen Oktober 1833 und August 1834 und war in dieser Zeit Tutor für die Kinder von Harm Jan Huidekoper. Im August 1836 beendete Dwight sein zweites Studium und begann als Prediger zu arbeiten.

## Tätigkeit als Geistlicher
Als Prediger wechselte Dwight zwischen verschiedenen Gemeinden, oft blieb er nur einige Sonntage. Zwischen Juni 1837 und Anfang 1839 predigte Dwight in East Lexington, einen Großteil der Zeit war er jedoch nicht anwesend. Neben seiner Tätigkeit als Prediger begann Dwight Literaturbesprechungen zu schreiben, etwa von Charles Dickens’ Oliver Twist oder in der unitarischen Zeitung The Christian Examiner. Zur selben Zeit übersetzte Dwight für die Serie Specimens of Foreign Standard Literature seines Freundes George Ripley einen Großteil der Gedichte Goethes und etwa die Hälfte der Gedichte Schillers vom Deutschen ins Englische. Durch die Freundschaft mit Ripley kam Dwight in Kontakt mit anderen führenden Transzendentalisten wie Ralph Waldo Emerson, Theodore Parker und Elizabeth P. Peabody.
Im Mai 1840 wurde John Sullivan Dwight als Pfarrer in die Gemeinde Northampton berufen. Die dortige Bevölkerung war streng calvinistisch, Dwights theologische Ansichten waren nicht unumstritten und vor seiner Berufung hatte es lange Debatten wegen seiner Eignung als Pfarrer gegeben. Dwight arrangierte während seiner Zeit als Pfarrer regelmäßig Treffen mit der Gemeindebevölkerung, bei denen offen über religiöse Themen diskutiert wurde. Die Idee zu diesen Treffen kam von Dwights Vorgänger Karl Follen, der ebenfalls Unitarier war. Im März 1841 beendete Dwight seine Tätigkeit in Northampton. Trotz eines Jahresgehalts von 600 US-Dollar (entspricht heute etwa 17.700 Euro) und einer sicheren Beschäftigung bereitete ihm sein Beruf keine Freude mehr, sodass er sich von der Kirche abwandte.

## Brook Farm

Schulgebäude der Brook Farm

George Ripley gründete 1841 die Brook Farm, eine sozialutopische Lebensgemeinschaft, in der die Reformgedanken der Transzendentalisten verwirklicht werden sollten. Dwight teilte Ripleys Motive und Bestrebungen und wurde Mitglied der Gemeinschaft. Eine der Haupteinnahmequellen der Brook Farm war die Schule, an der Dwight Musik und Latein unterrichtete. Daneben organisierte er das Musikleben der Gemeinschaft, das durch sein Engagement zunehmend das Interesse anderer Mitglieder weckte. Auf der Brook Farm begann Dwight sich für die symphonischen Werke Ludwig van Beethovens zu interessieren, dessen Musik für Dwight im Mittelpunkt einer Reihe von miteinander verbundenen ästhetischen und sozialen Theorien stand. Dwight etablierte durch seine Publikationen zum deutschen Komponisten dessen Ansehen und Musik in den Vereinigten Staaten.
Nach einem Brand 1846 wurde die Gemeinschaft neu organisiert und die wöchentlich erscheinende Zeitschrift The Harbinger gegründet. Dwight schrieb viel für sie, etwa Literaturbesprechungen, Musikrezensionen und selten auch eigene Gedichte. Daneben fungierte er zusammen mit Ripley als Herausgeber des Blattes, in dem sie die Ideen Charles Fouriers propagierten. Dwight wollte mit seinen Kritiken im Harbinger den Musikgeschmack und die musikalischen Kenntnisse seiner Landsleute verbessern, weshalb er auch nach dem Umzug der Zeitschrift nach New York im Oktober 1847 weiterhin für sie arbeitete.

## Journalistische Aktivitäten
Die Brook Farm wurde 1847 wegen hoher Schulden, mangelnder Rentabilität und Zwist zwischen den Bewohnern insolvent. Mehrere der ehemaligen Farmer zogen nach Boston und mieteten ein gemeinsam verwaltetes Haus an der High Street. Dies geschah aus Kostengründen, aber auch, um die Gemeinschaft zusammenzuhalten. Nach etwa einem Jahr zerbrach auch diese Verbindung. Dwight schrieb während dieser Zeit als freier Mitarbeiter für mehrere Zeitungen über musikalische Themen, etwa über die Kompositeure klassischer und zeitgenössischer Musik. Artikel von ihm erschienen im Daily Chronotype und im Daily Advertiser. Anfang 1849 wurde der Harbinger eingestellt, Dwight übernahm daraufhin Aufgaben als Herausgeber beim Daily Chronotype. 1850 und 1851 schrieb Dwight monatlich für das Sartairis Magazine aus Philadelphia, das erste Halbjahr 1851 war er Musikredakteur der Boston Commonwealth. Am 12. Februar 1851 heiratete John Sullivan Dwight die Sängerin Mary Bullard. Sie hatte die Brook Farm oft besucht und war wie Dwight in der Boston Union of Associationists aktiv. Die Heirat war schon früher geplant gewesen, hatte sich aufgrund Dwights unsicherer Zukunft und finanzieller Probleme jedoch mehrere Jahre hinausgeschoben.

## Dwight’s Journal of Music

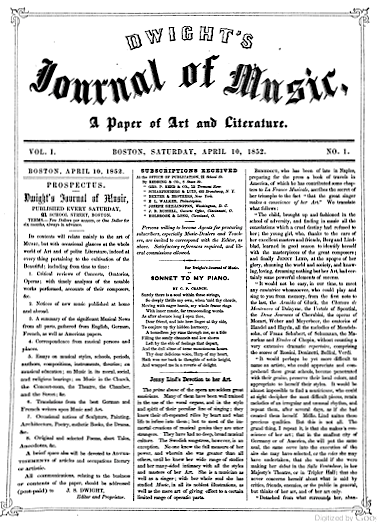
Titelseite der ersten Ausgabe des Dwight’s Journal of Music

1851 hatte Dwight Pläne für eine eigene Zeitschrift sowohl als Verleger wie auch als Herausgeber, deren Inhalt ganz der Musik und den verwandten Künsten gewidmet sein sollte. Bei diesem Projekt wurde er finanziell von der Harvard Musical Association unterstützt und am 10. April 1852 erschien die erste Ausgabe des Dwight’s Journal of Music: A Paper of Art and Literature. Die ersten Artikel handelten vom Bau der Boston Music Hall, vom Musikleben New Yorks und von Jenny Lind. Für die Zeitschrift übersetzte Dwight auch Arbeiten europäischer Schriftsteller, unter anderem eine von Franz Liszt geschriebene Artikelserie über Frédéric Chopin. Obwohl Dwight nur wenig zahlen konnte, steuerten auch andere Autoren Artikel bei, so etwa John Knowles Paine und Alexander Wheelock Thayer. Neben Dwight schrieb Thayer, der seine Artikel anfänglich aus New York schickte, am meisten für das Journal. Danach führte er jahrelang eine eigene Kolumne, von der später Teile als Buch gedruckt wurden.
Dwight war mit seinem Journal sehr erfolgreich; die Zeitschrift war eine der einflussreichsten musikalischen Veröffentlichungen in den Vereinigten Staaten des 19. Jahrhunderts. Dwight war immer darauf bedacht, in seiner Zeitschrift hohe literarische und musikalische Maßstäbe zu setzen, was dazu führte, dass es nur wenige Leser sowie latente finanzielle Probleme gab. Ab April 1859 wurde das Unternehmen Oliver Ditson & Co. Herausgeber des Journal, Dwight blieb Redakteur. Er bekam einen geringen Lohn für seine Arbeit, dieses Einkommen war jedoch regelmäßig und die Veränderung gab ihm die Möglichkeit, sich völlig auf den Inhalt der Zeitschrift konzentrieren zu können.

## Europareise
Anfang Juli 1860 begab sich Dwight auf eine Europareise, um die dortige Musik zu studieren. Die Aufgabe als Redakteur des Dwight’s Journal of Music übernahm während seiner Abwesenheit der junge Journalist Henry Ware, wobei Dwight ihm regelmäßig redaktionelle Korrespondenz sandte. Die erste Unterbrechung seiner Reise war in Großbritannien, wo er sich nur kurz aufhielt. Danach blieb er siebzehn Tage in Frankreich und reiste über die Schweiz weiter in deutsches Gebiet. Am 7. Oktober erreichte ihn in Frankfurt am Main die Nachricht vom Tod seiner Frau, die bereits am 6. September in Boston verstorben war. Dwight setzte nach Überlegungen seine Reise fort, wobei er über Bonn nach Berlin reiste und dort vier Monate verweilte. Im Frühling 1861 fuhr er über Leipzig, Wien und Venedig nach Rom. Nach drei Wochen reiste er von dort mit einem Dampfschiff nach Marseille, von wo es weiter nach Paris und später London ging. Von Großbritannien aus wollte Dwight auf der Great Eastern zurück nach Boston fahren, doch das Schiff kam vor Irland in einen schweren Sturm und erreichte nur mit Mühe die Küste. Über dieses Erlebnis publizierte Dwight später einen längeren Artikel im Journal. Im November 1861 schrieb Oliver Ditson & Co., dass das Journal unter Dwights Abwesenheit litt und er zurückkehren sollte; Ende November kam er in Boston an.

## Späte Jahre
In Boston arbeitete Dwight weiterhin für sein Journal, außerdem übersetzte er viele deutsche Liedertexte ins Englische. Ab April 1864 erschien das Dwight's Journal of Music vierzehntäglich statt wöchentlich und der Preis für ein Jahresabonnement stieg von einem auf zwei US-Dollar. Dies geschah während des Amerikanischen Bürgerkrieges, in dem die Kunst an Bedeutung verlor. Im Jahr 1878 wollte Oliver Ditson & Co. das Blatt massentauglicher und damit profitabler machen. Dwight war jedoch strikt dagegen und wechselte deshalb zu Houghton, Osgood & Co. Die Zeitschrift wurde umstrukturiert, die Optik wurde verändert, neue Autoren wurden verpflichtet. Wegen mangelnder Einnahmen mussten diese jedoch schon im nächsten Jahr wieder entlassen werden, sodass Dwight einen Großteil des Journals wieder selbst schrieb. Im Juli 1880 starb Dwights langjähriger Freund George Ripley. Durch ein Benefizkonzert im Dezember 1880 erhielt Dwight 6000 US-Dollar für seine Zeitschrift.
Im ersten Halbjahr 1881 verringerten sich die Einnahmen durch Werbung und Abonnenten dramatisch, sodass Dwight sich gezwungen sah, die Zeitschrift mit der Ausgabe vom 3. September 1881 einzustellen. In seinem Abschiedsartikel schrieb Dwight von der mangelnden Nachfrage nach einer hochklassigen Musikzeitschrift, weil Tageszeitungen die breite Masse mit einfachen Rezensionen versorgten. Andere Zeitschriften und Musiker drückten Sympathien für Dwight und sein Werk aus und man bedauerte das Ende des Journal.
Nach dem Ende des Dwight’s Journal of Music schrieb Dwight mehrere Bücher und Essays über das Musikleben Bostons und war weiterhin Präsident der Harvard Musical Association. Für die 1890 erschienene Auflage des Webster’s Dictionary fungierte er als Redakteur für musikalische Begriffe. Zu Dwights 80. Geburtstag am 13. Mai 1893 organisierte die Harvard Musical Association eine große Geburtstagsfeier, zu der viele seiner Freunde kamen. Nach kurzer Krankheit verstarb John Sullivan Dwight am 5. September 1893 in Boston.

## Schriften (Auswahl)
- Address Delivered Before the Harvard Musical Association. August 25th, 1841, Boston 1841
- A Lecture on Association in its Connection with Education; Two Lectures Delivered Before the New England Fourier Society, in Boston, February 29th and March 7th, 1844; Association, in its Connection with Education and Religion, Boston: B. H. Greene 1844
- Our Dark Age in Music, in: The Atlantic Monthly, Vol. 50, Nr. 302 vom Dezember 1882, S. 813–823
- mit Charles C. Perkins, History of the Handel and Haydn Society, of Boston, Massachusetts, Band 1, Boston 1893 (Digitalisat)